# Simonachorutes
Genre
Simonachorutes est un genre de collemboles de la famille des Neanuridae.

## Distribution
Les espèces de ce genre se rencontrent en Europe.

## Liste des espèces
Selon Checklist of the Collembola of the World (version du 3 novembre 2019)) :
- Simonachorutes agrensis (Arbea & Jordana, 1989)
- Simonachorutes romeroi (Simón, 1986)
- Simonachorutes weinerae Skarzynski, Arbea & Piwnik, 2016

## Publication originale
- Skarzynski, Arbea & Piwnik, 2016 : Simonachorutes, a new genus of Pseudachorutinae (Collembola, Neanuridae) from Europe. Zootaxa, no 4205(2), p. 171-179.